# Patricia și muzica (film din 1969)
Patricia și muzica (titlul original: în spaniolă Las Leandras) este un film de comedie muzicală spaniol, realizat în 1969 de regizorul Eugenio Martín, după comedia muzicală „Las leandras” (zarzuela) de Emilio González del Castillo și José Muñoz Román pe muzica lui Francisco Alonso.
„Această versiune cinematografică a unui celebru spectacol de revistă ne prilejuiește întâlnirea cu Celia Gámez care interpreta odinioară rolul principal, deținut acum de Rocío Dúrcal, cunoscută publicului nostru din Bună ziua, contesă” anunța rubrica Spectacolele săptămânii viitoare din ziarul Romînia liberă 13 septembrie 1970.
Pprotagoniștii filmului sunt actorii Rocío Dúrcal, Alfredo Landa, Isabel Garcés, Celia Gámez și José Sazatornil.

## Distribuție
- Rocío Dúrcal – Patricia
- Alfredo Landa – Casildo
- Isabel Garcés – Matilde „directoarea”
- Celia Gámez – Rosa Valverde / propriul rol
- José Sazatornil – Francisco Luján (ca José Sazatornil 'Saza')
- Jeremy Bulloch – Robert Wilson
- Juanito Navarro – comisarul de poliție
- Antonio Garisa – Francisco Morales „unchiul Paco”
- Valentín Tornos – Porras
- José María Tasso – un funcționar de poliție
- Tito Medrano –
- Goyo Lebrero – un lucrător
- Miguel Bódalo – șoferul

## Melodii din film
- Tomar la vida en serio de Francisco Alonso, interpretată de Celia Gámez
- Pichi de Francisco Alonso, interpretată de Rocío Dúrcal
- Las viudas de Francisco Alonso, interpretată de Rocío Dúrcal
- Verbena de San Antonio text de Emilio González del Castillo și José Muñoz Román, muzica de Francisco Alonso, interpretată de Celia Gámez, José Sazatornil și Antonio Garisa
- Clara Bow de Francisco Alonso, interpretată de Rocío Dúrcal
- Los nardos de Francisco Alonso, interpretată de Rocío Dúrcal
- Canción canaria de Francisco Alonso, interpretată de Rocío Dúrcal
- Final de Francisco Alonso, interpretată de Rocío Dúrcal, Celia Gámez, Alfredo Landa, Isabel Garcés, José Sazatornil, Jeremy Bulloch și Antonio Garisa

## Lansare
Filmul Patricia și muzica a avut premiera în Spania la Barcelona pe data de 11 decembrie 1969.
În România premiera filmului a avut loc la data de 16 septembrie 1970 la cinematograful „București” din capitală.